# Monte Hacho
Monte Hacho – góra w hiszpańskim mieście Ceuta, na północy Afryki. Monte Hacho położona jest na wybrzeżu Morza Śródziemnego w Cieśninie Gibraltarskiej, naprzeciw Gibraltaru.
Niekiedy razem ze Skałą Gibraltarską nazywana jest Słupami Heraklesa, choć bardziej prawdopodobnym kandydatem jest marokańska góra Dżabal Musa, ze względu na wysokość.